# Thomas Finnegan
Thomas Anthony Finnegan (* 26. August 1925 in Castlerea, County Roscommon; † 25. Dezember 2011 in Sligo, County Sligo) war römisch-katholischer Bischof von Killala.

## Leben
Tom Finnegan empfing am 17. Juni 1951 die Priesterweihe. Er wurde daraufhin Kurat und fungierte in den 1970er Jahren als Präsident des Summerhill College in Sligo. 1982 wurde er Gemeindepfarrer (parish priest) in Roscommon. 1985 wurde er Generalvikar des Bistums Elphin.
Papst Johannes Paul II. ernannte ihn am 3. Mai 1987 zum Bischof von Killala. Die Bischofsweihe spendete ihm der Apostolische Nuntius in Irland, Gaetano Alibrandi, am 12. Juli desselben Jahres; Mitkonsekratoren waren Joseph Cunnane, Erzbischof von Tuam, und sein Vorgänger in Killala, Thomas McDonnell. Finnegan war Mitglied der Kommission für Erziehung, Emigration und Katechismus. Er engagierte sich insbesondere für Migranten und die katholische Soziallehre. Er war Mitglied des Liaison Committee of the Bishops Conferences of Ireland, England, Wales and Scotland. Am 19. Februar 2002 nahm Johannes Paul II. sein altersbedingtes Rücktrittsgesuch an. 
Nach seinem Rücktritt gründete er das Newman Institute in Ballina. Finnegan starb im Dezember 2011 nach längerer Krankheit im Alter von 86 Jahren im Sligo General Hospital.